# 沈垚
沈垚（1798年—1840年），字子敦，浙江湖州府烏程縣人。
清嘉慶三年生，受张履影响，早年即有文名。沈维鐈视学东南，与沈垚结交。久試不中。道光朝科场“非贿属公行，即择取吏胥俗书”，主司“竟评以稚弱无力”。何凌汉与徐松为同年进士，经常听徐松谈及沈的学问。道光十二年（1832年），何凌汉主持浙江乡试，使沈垚成爲優貢生。第二年，陈用光继任浙江学政, 沈堯再得榜首。道光十五年，入京師，館於徐松家。与许瀚、苗夔等人同幕于何凌汉。安徽学政沈维桥“厚币聘请校文”。子敦內向，足不出乡里，“游览所及，远不过百里，近才数十里”，但“尤精于舆地之学”，與程同文、龔自珍等同爲道咸以降西北、蒙古史地學之先驅；又主張從當時流行之漢學入手，別闢蹊徑，以扭轉瑣碎考據風尚，庶幾爲史學與史識並具者。凡此，對沈曾植之學術路徑皆甚有影響。撰有《新疆私议》一卷、《元史西北地蠡测》二卷、《地道記》十卷、《西游记金山以东释》一卷、《漳北滱南诸水考》一卷等，其中《新疆私议》撰成于道光八年，是其代表作，徐松在拜讀《新疆私议》之後叹說：“吾谪戍新疆，诸水道咸所目击，犹历数十年之久始知曲折”。1840年，沈垚患肺病，何凌汉病故，张穆一人守护沈垚。道光二十年客死北京，沈维鐈、徐松、姚元之为其治丧。身後遺稿本散亂，或蠹或缺，張穆裒其遺著爲《落帆樓稿》。
附沈曾植《沈子敦先生遺書序》。
沈子敦先生遺書序

嘉興 沈曾植

余方童丱，在塾時，則聞吾先兄爲言先司空公（沈維鐈，沈曾植祖父）視學東南大省，襄校者多砥行績學之儒，因舉所知陳扶雅（善）、沈子敦（垚）、王亮生（鎏）三先生相告。扶雅與先司空嘉慶辛酉同鄉舉，歲相若，爲老友。亮生、子敦先生則輩行差後，先司空折節爲忘年交者也。而子敦先生又爲吾父水部公（沈宗涵）授經師，晚景獨窮，故司空公遇之彌厚。道光庚子，子敦先生應京兆試，落第後病，十一月卒於京師。司空公既與姚伯昂（元之）、徐星伯（松）兩先生經理其喪，歸其遺書稿於南中，嗣後遂絕無消息。《落颿樓文稿》四卷，刻於楊氏《連筠簃叢書》中，故老傳言，蓋學海一滴耳。

道光之季，文場戾契，頗有幽歧，其還往常集於津要之途，巧宦專之。而公卿大夫方直者，舉子謹厚步趨守繩墨者，士以學問自負者，恆聞風而逆加擯棄，其名士而擅議論者，尤干時忌。張石洲（穆）、張亨甫（際亮）之流，困躓當時，士林所共記也。先生博學傾諸公，譏切時病，洞見癥結，其不遇豈足異哉。先生與吾族蓮溪觀察（沈廉）爲摯友，吾水部公七試不第，蓮溪嘗深矉歎息，論其當世之故如此。蓋至咸豐戊午而後，兹風乃殄，而後單門孤進，遺經獨抱者，始得稍霑稽古之榮。（案：據《清史稿·藝文志》，咸豐八年戊午，柏葰科場案發，掀起大獄，“北闈積習爲之一變”。）至於同光之際，（案：錢仲聯輯本此下有“二三場重於頭場”一句。）則吳縣（潘祖蔭）、常熟（翁同龢）、南皮（張之洞）、順德（李文田）迭主文衡，重經史古學，幾幾復返乾、嘉之舊。後世讀先生與友書語，殆且不知其何指，孰知夫六十年前，舉場沉晦如此哉！

先生學博而思精，其所究心，於地理圖志，西北方域，意且通康乾諸老先生東樵（胡渭）、東潛（趙一清）、休寧（戴震）、嘉定（錢大昕）之所未通；若《魏書地形志注》、《水經注地名釋》、《元史西北地蠡測》、《元和郡縣志補圖》，所自撰述者，蓋皆以決曠代之積疑，甄史家之絕學。使其書成，固當軼出於石洲（張穆）、默深（魏源）、願船（何秋濤）以上。天厄其運，又蘄之年，并其爲姚（元之）、徐（松）諸君代撰之書而亡之，惜哉！

余嘗太息道光間爲地理學者，程春廬（同文）大理，顯宦而書不傳，先生寒士而書不傳，以爲萟林遺憾。及今得讀此編，則猶幸先生遺稿，得汪謝成（曰楨）先生爲整比之，其著述總錄一篇，微顯闡幽，用心良爲至到，而次第殘稾，有倫有脊，使讀者不得其全文而已知全文義例之辜較，蓋文集也而遺書具焉。又數十年而翰怡大卿（劉承幹，此書收入劉氏所刊《吳興叢書》）得而刻之。然則先生身不顯於當時，而集顯於後，雖書闕有間，比於大理，猶多幸已。戊午花朝嘉興沈曾植。